# Friedrich von Payer
Friedrich von Payer (12 de junio de 1847 - 14 de julio de 1931) fue un abogado y político liberal alemán, Vicecanciller de Alemania durante el último año de la Primera Guerra Mundial. 

## Biografía
Nació en Tubinga y se educó en el seminario de Blaubeuren, regresando a su ciudad natal para estudiar derecho en 1865. Tras completar su educación universitaria, trabajó como abogado en Stuttgart y fue elegido por primera vez al Reichstag en 1877. Llegó al apogeo de su poder político durante la Primera Guerra Mundial, durante la cual abogó por una paz negociada con las potencias aliadas y fue nombrado Vicecanciller de Alemania. Después de la guerra, fue presidente del Partido Democrático Alemán (DDP) y permaneció como miembro del nuevo Reichstag de la República de Weimar hasta el 6 de junio de 1920. 
Von Payer se casó con Alwine Schöninger.